# Юргелионис, Кляопас
Кляо́пас Юргелио́нис (Клеопас Юргелионис, Кляопас Юргялёнис, Клеофас Юргялионис; лит. Kleopas Jurgelionis; 1 января 1886, хутор Вирбалишки, ныне Купишкский район — 24 декабря 1963, Риверсайд, штат Калифорния) — литовский поэт, литературный критик, публицист, прозаик, переводчик.

## Биография
В 1896 году вместе с родителями переехал в Санкт-Петербург. Окончил прогимназию (1903), участвовал в литовской самодеятельности: играл в литовских спектаклях, общался с Казимерасом Бугой. За участие в событиях революции 1905—1907 годов в Санкт-Петербурге, Вильне и Шавлях был заключён в тюрьму (1907). Бежал из тюрьмы и через Санкт-Петербург и Париж уехал в Шотландию. Редактировал литовскую газету «Ранкпельнис» (Rankpelnys, «Наёмный рабочий»). В 1908 году поступил учиться в Ягеллонский университет в Кракове. В 1909 году эмигрировал в США. Работал в типографии, в редакции газеты; после Первой мировой войны отошёл от революционного движения.
Окончил Чикагский университет (1919), занимался адвокатской практикой и журналистской работой. Администратор газеты «Науенос» (Naujienos, «Новости»; 1919—1923), редактор газеты «Тевине» (Tėvynė, «Отчизна»; 1938—1941). В качестве актёра и режиссёра участвовал в постановках литовских самодеятельных театров.

## Творчество
Дебютировал в печати в 1904 году сценкой «Ради детей» и переводом стихотворения Адама Мицкевича. Стихи начал печатать с 1906 года, подписывая их псевдонимом Kalėdų Kaukė. Пользовался также криптонимами и псевдонимами J., J-is, J-unas, Jasiunas, Juras, Jurgis, K., K. J., K. K., K. Kaukė, Kl. J., Kl. J-is, Kl. J-nis, Kl. Jurg-inis, Kl. Jurg-is, Ožis Mikitonis, Parapijonys, Pl. Motečius, Pr. Motiečius, Šiaulių Jurgis, V. Jasiunas. Выпустил сборник стихов «Грустит-таится» (Glūdi-liūdi ir kitos lyrikos eilės, Чикаго, 1916), включавший также переводы. Опубликовал стихотворную драму-сказку «Запретное желание» (Uždraustas geismas, 1917), написал цикл радиопостановок «Семья Макала» (Makalų šeimyna, 1930—1940), исследование о творчестве поэта А. Венажиндиса (1910), рецензии, публицистические статьи. Сотрудничал в различных периодических изданиях, выходивших в Литве («Вильняус жиниос», «Летувос укининкас» и другие) и за рубежом.
Перевёл на литовский язык одну из песен Махабхараты (1911), стихотворения Р. Киплинга, Лонгфелло, А. Мицкевича, Р. Тагора, Омара Хайяма, Д. М. Цензора, трагедию Уильяма Шекспира «Макбет» (1915).
На русский язык стихотворения Юргялиониса переводили Е. Л. Шкляр, Б. А. Кежун, Всеволод Рождественский.

## Издания
- Glūdi-liūdi. — Vilnius: Vaga, 1971. 267 p.